# Маратон (язовир)
Вижте пояснителната страница за други значения на Маратон.
Маратон (на гръцки: Λίμνη Μαραθώνος) е първият изкуствен водоем за водоснабдяването на гръцката столица Атина.
Изграждането му започва през 1926 г. и завършва през 1929 г. Дело е на американската компания ULEN. До 1959 г. е единствен водоизточник за Атина, когато не започва доставката на вода и от езерото Илики. От 80-те години на 20 век обаче основен водоизточник на Атина е язовира Морнос на едноименната река.